# Ein flotter Dreier
Ein flotter Dreier ist eine deutsche Fernsehserie des Privatsenders Sat.1, die von 1996 bis 2000 erstausgestrahlt wurde.

## Inhalt
Robby Lagermann, Philipp Sperber und Arne Bartlitz sind beste Freunde, die gemeinsam studieren und in der Luxuswohnung von Robbys Eltern wohnen. Die drei Hobbyruderer versuchen sich mit Nebenjobs ein gutes Leben zu leisten.

## Episodenübersicht
| Folge | Titel                     | Erstausstrahlung |
| ----- | ------------------------- | ---------------- |
| 1.    | Nur für eine Nacht        | 27. Mai 1996     |
| 2.    | Knapp bei Kasse           | 1. Juni 1996     |
| 3.    | Besuch aus Moskau         | 8. Juni 1996     |
| 4.    | Ein unheimlicher Verehrer | 15. Juni 1996    |
| 5.    | Das Mädchen vom Lande     | 22. Juni 1996    |
| 6.    | Die Wette                 | 29. Juni 1996    |
| 7.    | Spargel                   | 6. Juli 1996     |
| 8.    | Das Gala-Dinner           | 13. Juli 1996    |
| 9.    | Die Erbin                 | 20. Juli 1996    |
| 10.   | Die Schulfreundin         | 27. Juli 1996    |
| 11.   | Die Zeugin                | 3. August 1996   |
| 12.   | Die letzte Nacht          | 10. August 1996  |
| 13.   | Die Brosche               | 4. Juni 2000     |
| 14.   | Tapetenwechsel            | 18. Juni 2000    |